# クライゼン転位
クライゼン転位（クライゼンてんい、英: Claisen Rearrangement）は、有機化学における人名反応のひとつ。アリルビニルエーテル構造を持つ化合物がγ,δ-不飽和カルボニル化合物に転位する反応である。
1912年にライナー・ルートヴィッヒ・クライゼン (Rainer Ludwig Claisen) によって報告された。
クライゼン転位は、アリル基と酸素との結合の切断、アリル基末端の炭素とビニル基末端の炭素との間の結合の生成、π結合の移動が反応中間体を経ずに一度に起こる。
すなわちペリ環状反応の一種であり、その中でも [3,3]-シグマトロピー転位に属する反応である。
ビニルエーテル構造がフェノールエーテルの一部である場合もこの反応が進行する。
この場合、生成物のカルボニル化合物はシクロヘキサジエノン構造を持つ化合物であるが、これはケト-エノール互変異性により直ちにフェノール型構造へと異性化する。
反応の遷移状態はいす型シクロヘキサンに類似した構造をとっていると考えられており、それにより反応の立体選択性が説明されている。
また、アリルビニルエーテルの酸素を窒素に置換した形の N-アリルエナミン、硫黄に置換した形のアリルビニルスルフィドでも同様の反応が進行する。これらはそれぞれアザ (aza)-クライゼン転位、チア (thia)-クライゼン転位と呼ばれている。酸素を炭素に置換した形の化合物の同様の転位反応はコープ転位として知られている。
クライゼン転位にはいくつかの変法が知られている。以下にそれらについて記す。

## 変法

### ジョンソン-クライゼン転位 (Johnson-Claisen Rearrangement)
アリルアルコールを酸触媒下にオルトエステルと加熱すると、オルトエステルとのアルコキシル基交換反応が起きた後、さらにアルコキシル基が1つ脱離してアリルビニルエーテル構造を持つ中間体が生成する。これがクライゼン転位を起こすことでγ,δ-不飽和カルボン酸エステルが生成する。

### エッシェンモーザー-クライゼン転位 (Eschenmoser-Claisen Rearrangement)
ジョンソン-クライゼン転位のオルトエステルの代わりにアミドアセタールを用いる反応。生成物はγ,δ-不飽和カルボン酸アミドになる。

### アイルランド-クライゼン転位 (Ireland-Claisen Rearrangement)
カルボン酸アリルエステルをエノラートあるいはそこからさらにケテンシリルアセタールに変換すると、比較的低温でもクライゼン転位が進行する。エノラートからはγ,δ-不飽和カルボン酸塩が、ケテンシリルアセタールからは γ,δ-不飽和カルボン酸塩シリルエステルが生成する。これは容易に加水分解されて γ,δ-不飽和カルボン酸となる。β-ケトカルボン酸アリルエステルのアイルランド-クライゼン転位はキャロル転位として知られている。